# شعفاط

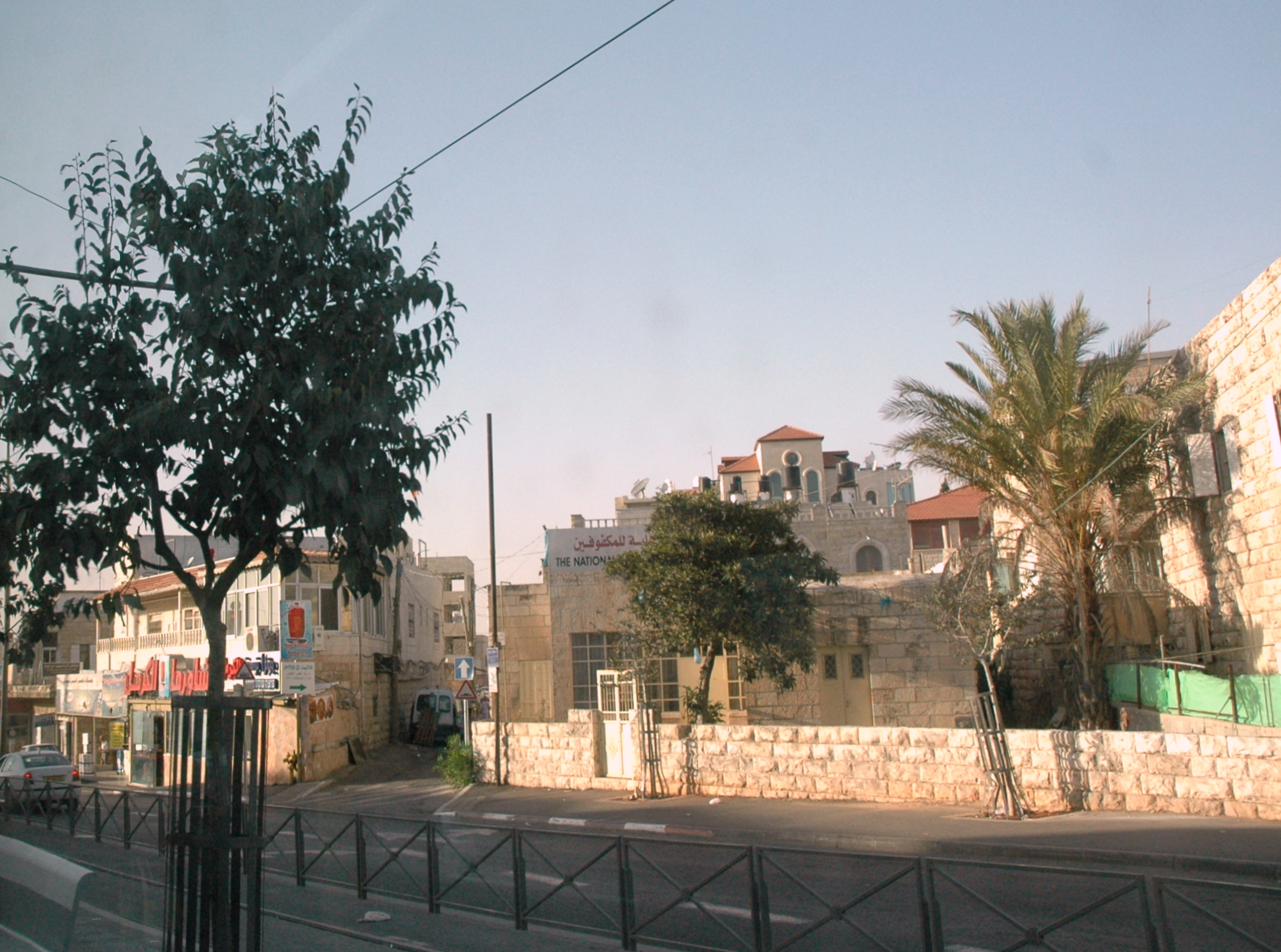
أحد شوارع البلدة

شعفاط بلدة فلسطينية تقع في الشمال الشرقي لمدينة القدس، ويُعتقد بأنها سميت بهذا الاسم نسبة إلى الملك الروماني شافاط (أو يوهشوفاط) المذكور في الإنجيل في عصر الرومان. وهناك من يذكر أنها هي ليست قرية، بل حي من أحياء القدس.

## التسمية
يكتنف اسم قرية شعفاط الكثير من التأويلات، فقد سميت القرية في العصر الصليبي «درسوفات» باللاتينية Dersophath، ولكن مع كثرة الاستعمال سقطت كلمة «دير» وبقي المضاف إليه «شعفاط»، وكُتب اسم القرية في السجل العثماني «شعفات»، لذلك من الراجح أن يكون الاسم عربياً جمعا لكلمة: شَعفَة، بمعنى: رأس الجبل، و«الشعَف» أيضا: «ما ارتفع وعلا». وهو الراجح لأنه يطابق الوصف الطبوغرافي لموقع القرية، التي تجثم على هضبة. ويرى بعضهم أنه تحريف لأسماء قديمة ك Mizpeh sapha، وهو رأي بنُي على أساس قرب القرية من موقع «راس المشارف» الذي يطل على القدس، وهو رأي مرجوح يعوزه الدليل.
ويقال أيضاً أنها نسبة إلى ملك يهودي يدعى يهوشافاط (Jehoshaphat)

## الموقع
تقع قرية شعفاط على بعد 5 كيلومترات إلى الشّمال من البلدة القديمة في القدس، وتقع ضمن حدود نفوذ بلدية الاحتلال الإسرائيلي في القدس. تحدّ القرية من الشّرق عناتا وحزما، ومن الشّمال بيت حنينا، ومن الغرب بيت اكسا، ومن الجنوب العيسوية. تبلغ مساحتها حوالي 4277 دونم
قامت سلطات الاحتلال الإسرائيلي بمصادرة ما يقارب 47% من أراضي شعفاط لصالح بناء المستوطنات والقواعد العسكرية وجدار الفصل العنصري.
ويحيط بالقرية خمس خرب، هي: خربة الصومعة، خربة الرأس، خربة المصانع، خربة تل الفول، خربة العدسة، وتحتوي هذه الخرب على العديد من المواقع الأثرية.
- خربة الصومعة: في ظاهر القرية الشمالي تحتوى على «حظيرة من حجارة كبيرة، بقايا أبنية مستطيلة، صهاريج، غرفة معقودة، ادوات صوانية مصنعة».
- خربة الراس: في ظاهر شعفاط الغربي. ترتفع 817 متراً عن سطح البحر.
- خربة المصانع: في ظاهر القرية الجنوبي الغربي تحتوي على " كنيسة بعضها منقور في الصخر، صهاريج، بركة منقورة في الصخر، شقف فخار إلى الشرق (في وادي المصانع) مدفن منقور في الصخر عليه افريز وواجهته منقوشة بحيث تظهر كأنها مبنية بالحجارة، مدافن أخرى ونحت في الصخور.
- تل الفول: في ظاهر شعفاط الشمالي. تحتوى على «تل أنقاض، بقايا مدينة وقلعة، نقب على قسم منها». يقع التل على بعد ستة كيلو مترات شمالي القدس ويعلو 2754 قدماً عن سطح البحر.
- خربة العدسة: في ظاهر تل الفول الشمالي بها «جدران متهدمة، حوض صهاريج منقورة في الصخر».[5]

## تاريخ
كانت شعفاط مأهولة بالسكان منذ زمن بعيد يرجع إلى 200 عام قبل الميلاد. سميت شعفاط بهذا الاسم نسبه إلى الملك الروماني شفاط الذي حكمها في عصر الرومان، ويعتقد أنها أقيمت على أنقاض قرية «تل الفول» الكنعانية، والتي تقع على مشارف القرية.
شارك سكانها في المقاومة ضد الاحتلال البريطاني لفلسطين في العشرينات من القرن العشرين.
تعد قرية شعفاط من الأماكن القديمة التي كانت على مر العصور وقد ذكرت بعدة مصادر وكتب تاريخية مع الاختلاف باسمها أو لفظها إلا أنها كانت شاهدة على عصور وفترات منية طويلة وقديمة جداً.
بالنسبة لتاريخ شعفاط فقد كان لها دور في الحروب التاريخية والعصور التي مرت عليها والصمود في وجه العدو والوقوف ومحاربته.

### الحرب
في عام 1921م قامت القوات التركية بترك المدفعية في شعفاط بعد انسحابها منها عام 1923 قام الثوار باستخدامها ضد بعض الأهداف الصهيونية إلا أن تم دخول القرية عام 1933 بعد قصف دام عدة أسابيع أدى إلى سقوط العديد من الشهداء، وقاموا الثوار بالاستيلاء على دبابة تابعة لمجموعات «الهاغانا» الإسرائيلية وقتل من فيها واستولوا على الأسلحة داخلها ومن ثم قاموا بتفجيرها.
وفي 1967 عند احتلال القدس أكبر مقر للجيش الأردني والمعسكر كان منطقة الراس «خربة الراس» (الفيكرز)، مع حدود مستعمرة موشيرم.

### الصمود
صمد أهالي شعفاط أمام أطماع الحكومة الإسرائيلية حيث حاولت جاهدة الاستيلاء على أراضي في هذه القرية ولكن جوبهت بمقاومة شديدة إلى يومنا هذا، تعد شعفاط من المناطق المحاذية للكيان الصهيوني الذي يحاول إغراق أهلها بالفتن وإفساد أخلاق الأهالي ولكن جل هذه المحاولات بائت بالفشل، استخدمت الحكومة الإسرائيلية متعاونين من الأهالي بغرض التجسس ولكن فشلت هذه الخطوة بحيث تم اكتشاف العديد منهم.

### مخيم شعفاط

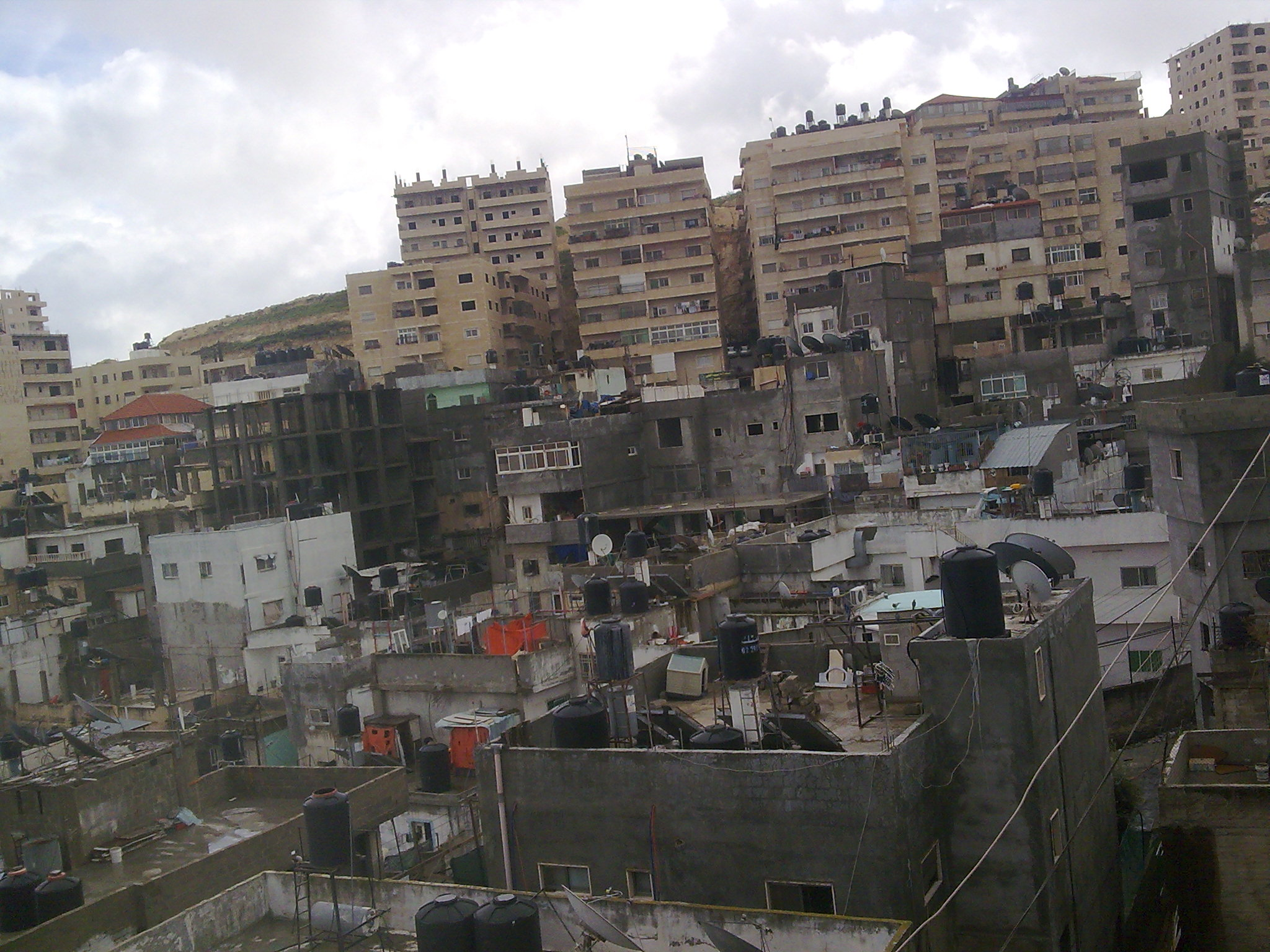
مخيم شعفاط، 2010

يقع إلى الشّرق من شعفاط مخيم شعفاط الذي أسس عام 1965م.

## السكان والحياة الاجتماعية والاقتصادية
يزيد عدد السكان عن 32 ألف نسمة حتى عام 2012م، وتعتبر شعفاط، مثل قرية بيت حنينا، مركزاً تجارياً نشطاً يجذب العديد من سكان البلدة والقرى المجاورة شمالي القدس، ففي شعفاط عدد من المراكز التّجاريّة، والمرافق التّعليمية والصّحيّة، والترفيهيّة التي تخدم الكثيرين.
بالنسبة للسكان في القرية هناك من هو من أصل القرية ومن هو من سكانها انه اتى وسكن فيها، حيث أن عدد سكان القرية الأصليين 7000 نسمة 1000 نسمة منهم في الخارج (خارج فلسطين).
كان في شعفاط عام 1922م حوالي 422 نسمة، وفي عام م1931 بلغوا 539، وفي عام 1945م ارتفع العدد إلى 760 مسلماً، وفي عام 1961م كانوا 2541 بينهم 253 مسيحياً.

## الأماكن الأثرية
في القرية يوجد المسجد الغربي (القديم) «مسجد إبراهيم الأدهمي» وهو قديم جداً تم هدمه في 1967 وتم إعادة بناءه من قبل أهل القرية.
وايضاً توجد الصومعة وهو مكان اثري قديم في شعفاط.
ويوجد بيت (حوش) إبراهيم وهو موجود في الجهة الغربية لشعفاط وهو كان يعتبر ك «دير»
وعراق الصفري وهو عبارة عن مغارة كبيرة وداخلها عدة مغُر

## الأماكن الدينية
في القرية يوجد مسجدين وهما: المسجد الغربي (القديم)، والمسجد الشرقي وموقعه على الشارع الرئيسي للقرية.

## الرياضة

### نادي شعفاط الرياضي الثقافي الاجتماعي
تأسس نادي شعفاط سنة 1965 باسم نادي شعفاط الرياضي الثقافي الاجتماعي ، ومسجل في سجل الأندية الرياضية تحت رقم 33 بتاريخ 9 /12/ 1995، كأول مؤسسة في بلدة شعفاط الواقعة على بعد 4 كيلومترات شمالي القدس، وكانت الفكرة من بعض الشباب الرياضي في البلدة الذين شكلوا عدة فرق رياضية من بينها كرة القدم وألعاب كمال الأجسام والمصارعة التي كان لها رواج كبير بين الشباب في ذلك الوقت، وبعض الألعاب الفردية مثل تنس الطاولة والجمباز وغيرها. عاش النادي فترته الذهبية في السبيعينيات وأوائل الثمانينيات حيث شارك في العديد من النشاطات والتجمعات الرياضية المختلفة، وخرج العديد من اللاعبين في مختلف الرياضات.
تأثر النادي بالأوضاع السياسية المحيطة حيث تجمد نشاطه حتى قدوم السلطة الفلسطينية عام 1994 حيث تم استئناف النشاط الذي اقتصر على كرة القدم حتى عام 1998، حيث تجمد نشاط النادي كلياً وتأثر كثيراً بعدم وجود مقر، إلى أن استشعر بعض الشباب بضرورة إعادة إحياء نشاط النادي في أواخر عام 2008 وأعادوا تشكيل الهيئة الإدارية وإجراء الانتخابات الإدارية وتوفير مقر للنادي، وبنائه على أسس متينة كمؤسسة تخدم كافة قطاعات المجتمع المحلي، وأعادوا تشكيل مختلف الفرق الرياضية بفئاتها العمرية المختلفة، إضافة إلى العديد من الفعايات الثقافية والاجتماعية والتي أخذت حيّزا كبيراً من توجهات النادي كالأمسيات الرمضانية والندوات الفكرية وورشات العمل المتعلقة بهموم المواطن المقدسي، والاشتراك مع عدد من المؤسسات المقدسية والفلسطينية في العديد من النشاطات، وإعادة دمج النادي بالمحيط المحلي والتشبيك مع المؤسسات المحلية والمغتربين في المهجر، وهذا أدى بدوره إلى حراك رياضي ثقافي اجتماعي تلقفه أبناء البلدة بلهف وتعطش إلى دور النادي في البلدة كمؤسسة فاعلة والذي عاد إليهم بعد طول غياب.

### أهداف النادي
1. نشر وتشجيع وتنمية الحركة الرياضية والثقافية والاجتماعية كوجه حضاري للشعب الفلسطيني.
2. تنمية النشاطات الفنية الهادفة وتنمية المهارات ورعاية الكفاءات.
3. تنمية وتشجيع ورعاية النشاطات والصحية والكشفية.
4. الاهتمام بالأطفال من خلال الإشراف على المخيمات الصيفية والاهتمام بدور ونشاط فئة الطلائع.
5. تفعيل دور ونشاط المرأة والاهتمام بشؤونها.
6. التقارب والتعاون مع الاندية المقدسية والفلسطينية.
7. مساعدة المجتمع المحلي بكافة مكوناته من عائلات، مؤسسات، وافراد في مختلف المجالات الإنسانية.
8. تشكيل فرق رياضية قادرة على تمثيل القدس وفلسطين داخليا وخارجيا.

### رسالة النادي
رفع المستوى الثقافي والاجتماعي والرياضي والأخلاقي للمجتمع المحلي، وتوعية المواطن المقدسي والفلسطيني من خلال اقامة الفعاليات والندوات والنشاطات المختلفة، الاهتمام بالقطاع الشبابي والطلائع، ورعاية وتطوير الكفاءات والمهارات في مختلف المجالات وتوطيد العلاقات مع المؤسسات المقدسية والمحلية والخارجية وصولاً لمجتمع يسوده الألفة والمحبة والتعاون.

### النشاطات الرياضية
- كرة القدم:

1. المشاركة في الدوري التصنيفي لكرة القدم ما بين عامي 2009و2018 والتي حقق فيها الفريق الأول نتائج جيدة خاصة عام 2009 حيث تعاقد مع لاعبين نيجيرين وخرج في الرمق الأخير من التصفيات، إلا أنه استطاع عام 2013 التأهل إلى دوري الدرجة الثالثة عن منطقة الوسط (القدس، رام الله، أريحا).
2. تنظيم عدة بطولات بمشاركة أندية محلية وأبرزها بطولة الشهيد أمجد أبو خضير صيف عام 2009 بمشاركة عدد من الفرق والمؤسسات المحلية وبطولة شباب بيت المقدس عام 2012.
3. التتويج بكأس سداسيات عناتا عام 2009، بطولة أسرى الحرية 2012، كأس شهداء القدس 2014.
4. المشاركة في البطولات الرسمية التي ينظمها الاتحاد الفلسطيني للفئات العمرية للناشئين والأشبال.
5. المشاركة في عدد من بطولات الفئات العمرية والمنظمة من قِبل الأندية المقدسية الشقيقة كالأنصار المقدسي والموظفين وأبناء القدس والعيسوية.
6. تنظيم بطولة الشهيد محمد أبو خضير بشكل دوري بدء من عام 2014.

- تنس الطاولة:

استطاع فريق تنس الطاولة الصعود بالنادي إلى مصاف أندية الدرجة الثانية عام 2009

### النشاطات الثقافية والاجتماعية
حاز القسم الثقافي والاجتماعي على حيز كبير من اهتمام النادي بكونه الأكثر تأثيراً في المجتمع المحلي على الرغم كون أن الرياضة وبالذات كرة القدم استنزفت الكثير من موارد الأندية المحلية خصوصاً مع دخول عصر الاحتراف، واهمال هذه الأنشطة التي تعتبر هي الهدف الأهم من وجود الأندية برفع المستوى الثقافي وتعزيز العلاقات الاجتماعية بين الأفراد.
1. تنظيم أمسيات ليالي القدس الرمضانية بمشاركة فاعلة من قبل أبناء البلدة وبالتعاون مع عدد من المؤسسات والفعاليات المحلية والمقدسية.
2. اقامة معرض تراثي ضخم بمشاركة نسوية فاعلة بحضور القنصل البلجيكي وعدد من القيادات والشخصيات المحلية والمقدسية.
3. تأسيس نواة لرابطة جامعيي شعفاط تهتم بأمور الجامعيين وقضاياهم.
4. استضافة مسرح سنابل في أكثر من لقاء اجتماعي وفكري هادف.
5. زيارة عدد من المسنين في القرية ومعايدتهم.
6. تنظيم ورشة عمل حول الإسعاف الأولي.
7. تنظيم ورشة عمل حول فنون وأسرار التصوير.
8. تنظيم عدة ندوات مختلفة حول حقوق المواطن المقدسي بالتعاون مع عدد من المؤسسات الحقوقية، واشتملت على مواضيع وقضايا التأمين ومصادرة الأراضي ورخص البناء ولم الشمل وسحب الهويات والتي لاقت تفاعلاً واسعاً مع المجتمع المحلي.
9. ترميم وتنظيف مقبرة القرية في البلدة.
10. تنظيم بطولة للشطرنج للفئات العمرية.

### المشكلات
أبرز المشكلات التي تواجه كافة الأندية المقدسية هي الإمكانيات المادية التي تقف في النمو الطبيعي لنشاطاته، إضافة إلى الحلقة المفقودة طيلة عقد كامل في فترة التجميد التي أدت إلى عدم تفريخ جيل رياضي كامل ونقص في الكوادر والخبرات، وانشغال سكان البلدة بأمورهم الحياتية وقلة اهتمامهم بالعمل الاجتماعي الذي غيب عنهم لفترة طويلة، وعدم توفر ملعب معشب حيث أن الملعب الترابي الوحيد الموجود في البلدة والذي تملكه وزارة الأوقاف أصبح غير صالح للاستخدام تماماً بفعل عوامل الحت والتعرية إلى أن أصبح حاله شبيها بملعب المطران كموقف للسيارات، وافتتح شارع التفافي فيه، وهناك جهود وأعمال حثيثة حالياً تقوم لإعادة تأهيله وبناء مركز رياضي كبير.

## المواصلات
قرية شعفاط تتوسط بين القدس وبيت حنينا لذلك هي نقطة (حلقة) وصل بين قرية بيت حنينا ومدينة القدس، وبالنظر للمواصلات في القرية، يوجد شركة الباصات الموحدة في القدس وهي التي تقوم بالعمل على تنقل سكان القدس بشكل عام وتمر بعدة قرى ولها خطوط تصل إلى رام الله، بالنسبة لقرية شعفاط فتمر بها الحافلة من القدس لبيت حنينا والعكس، لذلك هي تعتبر حلقة وصلت كما قلت، وأيضاً يوجد في شعفاط حديثاً (القطار الخفيف) الذي عمل على بنائه وتشييده الحكومة الإسرائيلية وبدأ بالعمل سنة 2012 وهو يمر بشعفاط من القدس إلى مستوطنة «بيزجات زئيف»، ويوجد بشعفاط محطتين للقطار الأولى وتوجد بمنطقة السهل (سهل شعفاط) والثانية توجد عند الشارع الرئيسي للقرية، وقد حصلت عليه عدة مشاكل أثناء مروره من القرية، إلا أنه ما زال يمر بها.

## مضايقات الاحتلال

### جدار الفصل العنصري
بعد إقامة حاجز شعفاط تم فصل القرية عن مخيم شعفاط وعن قرية عناتا. كما أن بناء جدار الضمّ والتوسع وعدد من المستوطنات القريبة أدى إلى عزل شعفاط ووضع العراقيل أمام أي نمو عمراني، مما يعني عدم القدرة على الاستجابة لحاجات السّكان المتزايدة للإسكان.

### التوسع الاستيطاني ومصادرة الأراضي
تحيط القرية مستوطنات بسجات زئيف، التلة الفرنسية، رمات اشكول، ورمات شلومو. نتيجة لموقعها الاستراتيجي باعتبارها الضّاحية الشّمالية لمدينة القدس المحتلة، تعرضت شعفاط لمصادرة الأراضي كجزء من عملية التهويد المتصاعدة في المدينة وفي 2013 قامت جرافات البلدية بتجريف الأراضي الزراعية وخلغ أشجار الزيتون بهدف فتح شارع رقم 21 والذي يربط مدينة القدس بالمستوطنات الموجوده منها رمات شلومو وراموت وغيرها. وفي2011 تم تفعيل القطار الخفيف الذي يمر من أراضي شعفاط والذي يخدم المستوطنات المجاورة بسغات زئيف والتلة الفرنسية.

### هدم البيوت
تعد قضية الحصول على تراخيص لبناء البيوت واحدة من أكبر الصعوبات التي تواجه سكان شعفاط. يعود ذلك لسببين أساسيين: التكلفة المادية المرتفعة للأراضي، والتكلفة المادية المرتفعة المرتبطة بالحصول على رخصة للبناء. وبما أن شعفاط موقع استراتيجي لعمليات التهويد والاستيطان، نظراً لقربها من البلدة القديمة، فإنّ بلدية الاحتلال تتشدد في منح رخص البناء لأهاليها.
أشارت مؤسسة المقدسي في تقرير لها إلى توثيقها 3 حالات هدم لمنشآت في شعفاط، 2 منها سكنية، وقد أدى هدمها إلى تشريد 7 فلسطينيين حتى عام 2014.

### تضييق المساحة
تفتقر شعفاط للمساحات الواسعة المفتوحة، وإلى الأراضي المناسبة للبناء العمراني، مع نسبة كثافة سكانية عالية، وسرقة الأراضي من قبل الاحتلال.

## صور

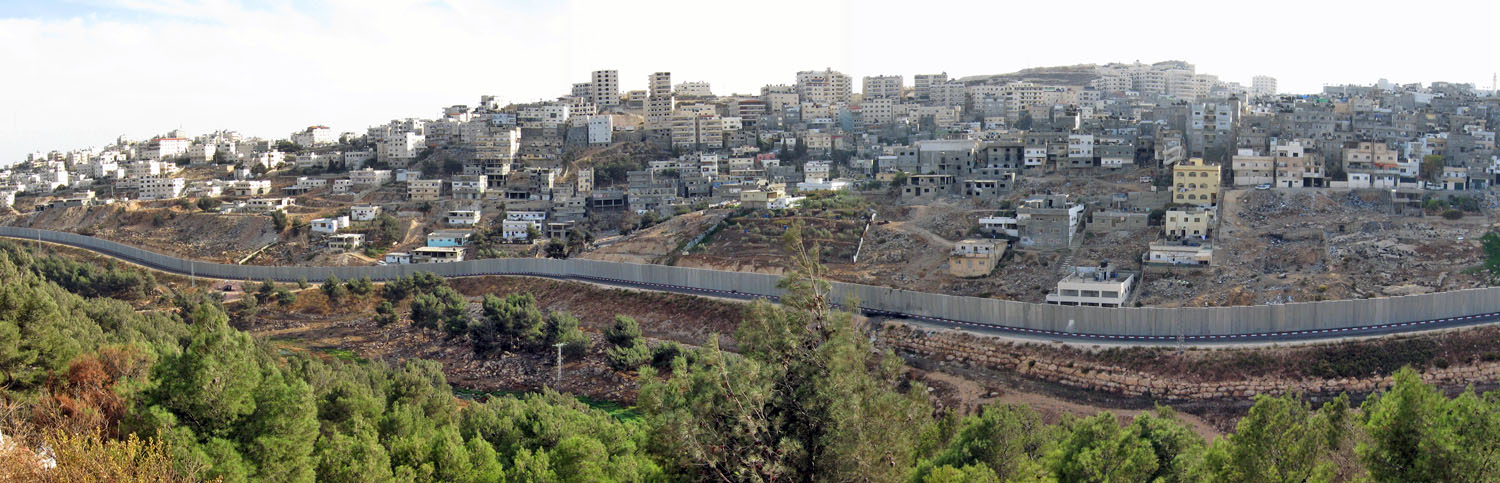
مخيم شعفاط كما تظهر خلف جدار الفصل العنصري